# Lyssacinosida
Lyssacinosida é uma ordem de esponjas marinhas da classe Hexactinellida.

## Famílias
- Euplectellidae Gray, 1867
- Leucopsacidae Ijima, 1903
- Rossellidae Schulze, 1885
- Lyssacinosida incertae sedis
  - Clathrochone Tabachnick, 2002
  - Hyaloplacoida Tabachnick, 1989